# Albert Pauphilet
Albert Pauphilet, né le 13 avril 1884 et mort le 28 juin 1948, est un professeur d'université et médiéviste français.

## Biographie
Albert Pauphilet effectue ses études secondaires au lycée Condorcet, durant lesquelles il obtient le prix d'honneur de composition française au Concours général. Il décroche un baccalauréat ès lettres en 1902.
Entré à l'École normale supérieure en 1905, il est agrégé de lettres en 1908 et soutient en 1921 une thèse portant sur La Queste del Saint Graal attribuée à Gautier Map. Il participe en 1929 au deuxième cours universitaire de Davos, avec de nombreux autres intellectuels français et allemands.
Tout d'abord détaché comme professeur de littérature française à l'Université du Caire de 1908 à 1910, il est successivement chargé de conférences à l'Université de Lille (1912), maître de conférences de littérature française à la Faculté des lettres de Clermont-Ferrand (1919), chargé de cours de langue et littérature du Moyen Âge à la Faculté des lettres de Lyon (1922) et professeur de langue et littérature françaises du Moyen Âge à la Faculté des lettres de Lyon (1923).
Professeur de littérature française du Moyen Âge à la Faculté des lettres de Paris à partir de 1934, il a ainsi dirigé de nombreux articles et ouvrages sur la période médiévale, comme le premier tome de l'Histoire de la littérature française de Strowski et Moulinier. On lui doit aussi de nouvelles éditions de textes d'époque comme la Quête du Saint Graal, souvent rééditées.
Emprisonné sous l'Occupation en raison de ses activités résistantes (sur son attitude d’opposition à Vichy et à l’Occupant pendant l’Occupation, et en particulier sur son vote d’opposition à l’application du statut des juifs lors d’un vote préliminaire à l’Assemblée de Faculté de la Sorbonne de décembre 1940), il succède à la Libération à Jérôme Carcopino à la tête de l'École normale supérieure, qu'il dirige jusqu'à sa mort en 1948.
Il est le père du résistant Bernard Pauphilet.

## Publications
- La Queste del Saint Graal (translatée des manuscrits du XIIIe siècle)(éd. de la Sirène), Paris, 1923
- La Roue des fortunes royales ou la Gloire d'Artus empereur de Bretagne (éd.), Paris, 1925
- Suite romanesque (roman), Paris, 1930
- Contes du jongleur (éd.), ornementation dessinée par Pierre Courtois, Paris : L’Édition d'Art H. Piazza, 1931, 175 pages
- Arc-en-ciel. (livre de confidences allégoriques) Aubier-Montaigne, Paris 1936.
- Histoire de la littérature française : le Moyen Âge, Paris, 1937
- Marot et son temps (choix de textes), Paris, 1941
- Jeux et sapience du Moyen Âge (éd.), Bibliothèque de la Pléiade, Paris, 1941; 1951
- Historiens et chroniqueurs du Moyen Âge (éd.), Bibliothèque de la Pléiade, Paris, 1942
- Richard Wagner, La Tétralogie, transposée par Albert Pauphilet, Paris, Piazza, 1942
- Les Œuvres de maistre François Villon (introduction) (éd. de la Maison française), New York, 1948
- Études sur la Queste del Saint Graal, Paris, 1949
- Le Legs du Moyen Âge. Études de littérature médiévale, Paris, 1952 (posthume)

## Distinctions
Albert Pauphilet est nommé Chevalier de la légion d'honneur à titre militaire en 1924, officier le 5 avril 1946 et croix de guerre en 1915. Il reçoit également des décorations yougoslave et tchécoslovaque entre 1918 et 1934. Il est lauréat de l'Académie française avec le prix Narcisse-Michaut en 1923.